# Jala Ahmadova
Jala Ahmadova est une femme politique azerbaïdjanaise, membre de VIe législature de l'Assemblée nationale d'Azerbaïdjan. Président de la Fédération Mondiale de Alpagut 

## Biographie
Jala Ahmadova est née le 23 avril 1981 à Bakou. Elle est diplômée de la faculté de droit de l'Université internationale d'Azerbaïdjan et de la faculté de droit international de l'Université d'État de Bakou. J. Ahmadova parle anglais et russe.

### Carrière
Elle est la vice-présidente de l'Association azerbaïdjanaise de l'autisme.
En 2014-2016, elle a été chef adjointe du département au ministère de l'Énergie de la République d'Azerbaïdjan. En 2016-2020, elle a travaillé comme officier, officier supérieur-avocat au département du personnel de la Garde nationale du Service spécial de protection de l'État de la République d'Azerbaïdjan.
Jala Ahmadova est membre du Comité des droits de l'homme, du Comité de la jeunesse et des sports de l'Assemblée nationale. Elle est à la tête du groupe de travail sur les relations interparlementaires Azerbaïdjan-Estonie, membre des groupes de travail sur les relations avec les parlements d'Albanie, de la République fédérale d'Allemagne, de la Grande-Bretagne, de la République tchèque, de la Géorgie, de l'Italie, du Kirghizistan, de la Russie, de la Serbie, la Turquie et la Grèce.
Elle est membre de la délégation azerbaïdjanaise à l'Assemblée parlementaire de l'Organisation de coopération économique de la mer Noire.

### Famille
Elle est mariée et a deux enfants.